# Bogotá Emprende
Bogotá Emprende fue un programa de la Alcaldía Mayor de Bogotá y la Cámara de Comercio de Bogotá.
El centro de emprendimiento: Bogotá Emprende, se creó con el fin de generar una cultura del emprendimiento y de apoyar a Emprendedores y empresarios en el camino de la creación, crecimiento y consolidación de sus negocios. Para ello cuenta con una oferta de servicios integrales que brinda el acceso a publicaciones de calidad, la programación de actividades y asesoría de expertos, las cuales permiten al Emprendedor, coordinar por sí mismo todo su itinerario para superar sus problemáticas y satisfacer sus necesidades. 

## Características
- Ampliar el número y la calidad de las empresas que se crean en Bogotá y la región.
- Minimizar el número de empresas que están en riesgo de liquidarse.
- Ofrecer servicios empresariales para reducir la actividad económica informal.
- Fortalecer los servicios para mejorar la gestión y productividad de las empresas.
- Ampliar oportunidades de negocios en los mercados nacionales e internacionales para que las empresas se consoliden.
- Contribuir a la generación de empleo.